# مارغريت غراب
مارغريت غراب (بالإنجليزية: Margaret Grubb)‏ هي طيارة أمريكية، ولدت في 22 سبتمبر 1907 في بلتسفيل في الولايات المتحدة، وتوفيت في 17 نوفمبر 1963 في بيلسفيل في الولايات المتحدة.